# حریت (ازبکستان)
حریت (به ازبکی: Hurriyat) یک منطقهٔ مسکونی در ازبکستان است که در ناحیه قوم‌قورغان واقع شده‌است. حریت ۴٬۰۰۰ نفر جمعیت دارد.